# Ericksonella
Ericksonella là một chi thực vật có hoa trong họ, Orchidaceae.